# Yuasa
Yuasa (japanska: 湯浅町?, Yuasa-chō) är en landskommun (köping) i Wakayama prefektur i Japan. 